# Roger II
Roger II de Hauteville (ur. 22 grudnia 1095, zm. 26 lutego 1154) – normański hrabia Sycylii w latach 1105–1130. 
Pochodził z rodu Hauteville; syn Rogera I i Adelajdy del Vasto, brat Szymona. 
Po śmierci księcia Wilhelma II Roger wysunął swoją kandydaturę jako nowego księcia Apulii, którą poparł siłą militarną i w rezultacie zmusił ludność Apulii do złożenia mu hołdu lennego. Swoją władzę usankcjonował składając 2 sierpnia 1128 ślub wierności przed papieżem Honoriuszem II, od którego otrzymał inwestyturę księstwa Apulii, Kalabrii i Sycylii. Natomiast w Boże Narodzenie 1130 został ukoronowany przez antypapieża Anakleta II na pierwszego króla Sycylii. W trakcie swego panowania dbał o rozwój nauki, sprowadził na Sycylię wielu uczonych arabskich (jeden z nich Al-Idrisi sporządził wielką mapę świata zwaną Księgą Rogera). Prowadził ekspansję i najazdy o charakterze łupieżczym, zajmując południową Italię oraz atakując tereny Bizancjum i północną Afrykę (działaniami wojennymi kierował jego admirał Jerzy z Antiochii).

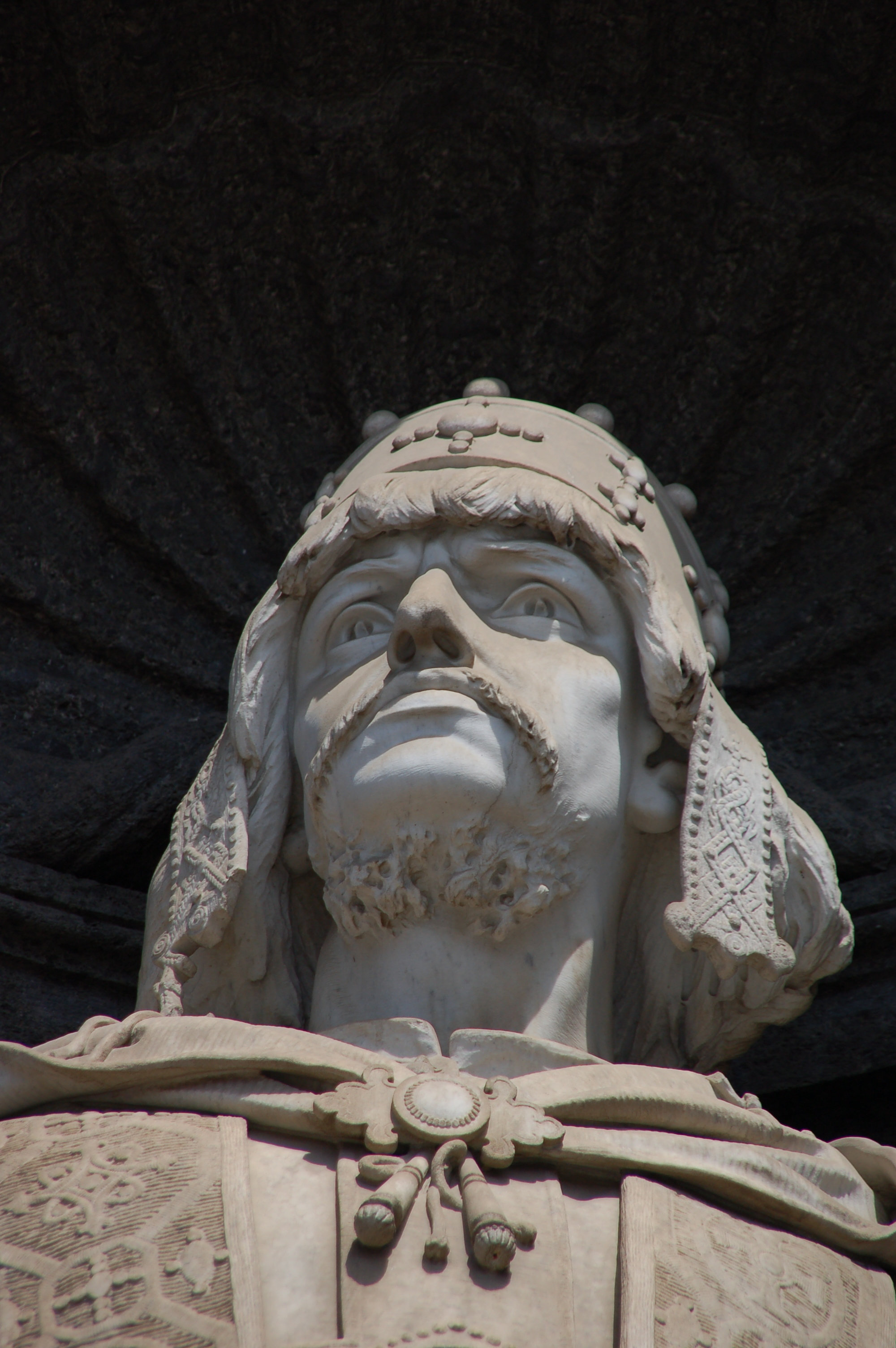
Posąg Rogera II, w Pałacu Królewskim w Neapolu

## Małżeństwa i potomstwo
W 1117, Roger ożenił się po raz pierwszy, z Elwirą Kastylijską, córką króla Alfonsa VI Kastylijskiego. Elwira zmarła w 1135, a Roger i Elwira mieli sześcioro dzieci:
- Rogera (ur. 1118, zm. 1148), księcia Apulii od 1135, ojca Tankreda z Lecce
- Tankreda (ur. 1119, zm. 1138), księcia Bari od 1135,
- Alfonsa (ur. 1120/21 – zm. 1144), księcia Kapui od 1135 i hrabiego Neapolu,
- Adelisę (ur. 1126, zm. po 1184), hrabinę Florenzia, żonę (1) Joscelina, hrabiego Loreto (2) Roberta, hrabiego Loritello i Conversano,
- Wilhelma I Złego (ur. 1131, zm. 1166), księcia Apulii od 1148, króla Sycylii od 1154,
- Henryka (ur. 1135 i zmarłego w dzieciństwie).

W 1149 Roger ożenił się z Sybillą Burgundzką, córką hrabiego Hugona II Burgundzkiego. Sybilla zmarła w 1150; wcześniej urodziła Rogerowi dwoje dzieci:
- Henryka (ur. 29 sierpnia 1149 i zmarłego w dzieciństwie),
- dziecko urodzone martwe (16 września 1150).

W 1151 trzecią żoną Rogera została Beatrycze z Rethel, córka Ithiera, hrabiego Rethel i Beatrycze z Namur, krewniaczka Baldwina II, króla Jerozolimy. Roger i Betrycze mieli córkę:
- Konstancję (ur. 1154, zm. 1198), królową Sycylii od 1194.

Roger miał również dzieci nieślubne, m.in.:
- córkę Marinę, żonę admirała Margaritusa z Brindisi,
- syna Szymona, księcia Taranto.

## Odniesienia
Osoba króla Rogera II została wykorzystana przez Karola Szymanowskiego i Jarosława Iwaszkiewicza w operze Król Roger.